# 鉗知王
鉗知王（かんちおう、粛王、? - 521年4月7日）は、金官伽倻の第9代の王（在位:492年 - 521年）。父は銍知王、母は邦媛である。王妃は淑、息子に金官伽倻最後の王で第10代の王である仇衡王（譲王、世宗）がいる。